# Dark Sun: Wake of the Ravager
Dark Sun: Wake of the Ravager ist die 1994 veröffentlichte Fortsetzung des Computer-Rollenspiels Dark Sun: Shattered Lands. Wie der Vorgänger wurde der Titel von SSI entwickelt und für DOS veröffentlicht. Es spielt in der Kampagnenwelt Dark Sun des Rollenspiel-Regelwerks Advanced Dungeons & Dragons. 1996 erschien auf Grundlage derselben Technik das MMORPG Dark Sun Online: Crimson Sands.

## Handlung
Das Spiel führt die Handlung des Vorgängers fort, Schauplatz ist diesmal jedoch die Stadt Tyr. Die Abenteurergruppe des Spielers gerät dort zu Beginn des Spiels in einen Überfall und wird Zeuge der Ermordung einer Frau, die sich als Mitglied einer Geheimgesellschaft (engl.: Veiled Alliance) entpuppt. Die Gruppe kommt einem Komplott der sogenannten Draxianer auf die Spur, die unter anderem für den Tod des Gottkönigs der Stadt verantwortlich sind und die Herrschaft über die Stadt an sich reißen wollen. Der im Auftrag des Drachenkönigs von Ur-Draxa entsandte Heerführer der Draxianer verfolgt mit der Erweckung eines lange Zeit schlafenden Monsters jedoch auch eigene Pläne, die die gesamte Welt Athas bedrohen. Es ist die Aufgabe der Abenteurergruppe, die Belagerung Tyrs zu beenden und die Draxianer von der Verwirklichung ihrer Pläne abzuhalten.

## Spielprinzip
Dark Sun: Wake of the Ravager übernimmt unverändert das Spielprinzip des Vorgängers. Der Spieler steuert eine vierköpfige Abenteurergruppe, die er wahlweise neu erstellen oder aus dem Vorgänger importieren kann. Das Spiel bietet eine Mischung aus rundenbasierten Kämpfen und Rätseln. Die Charaktererstellung umfasst zusätzlich zu den Optionen des ersten Titels die Möglichkeit, Zwerge und Druide zu erstellen. Die Haupthandlung wird ergänzt durch eine Zahl optionaler Nebenquests. In einigen Fällen stehen alternative Lösungsmöglichkeiten zur Verfügung, um etwa ausgedehnte Kämpfe durch Schleichen zu umgehen. Obwohl die technische Grundlage dieselbe blieb, wurde die Perspektive im Vergleich zum Vorgänger leicht verändert.

## Rezeption
Volker Weitz von der Spielezeitschrift Power Play bezeichnete das Programm als einen „dahingeschludertes Programm“ und „Schnellschuss“, das inhaltlich keinerlei Neuerungen beinhalte und dieselben Fehler wie der Vorgänger beinhalte. Auch Michael Schnelle von PC Joker bemängelte die technische Qualität, lobte jedoch im Vergleich zum Vorgänger das weniger kampflastige Spielprinzip, das mehr Rätsel und Kleinaufträge zu bieten habe. Daneben enthielt Wake of the Ravager zahlreiche Bugs, die Nutzer unter anderem auch von der Beendigung des Spiels abhielten. Testerin Scorpia des amerikanischen Spielemagazins Computer Gaming World bezeichnete das Spiel aufgrund der zahlreichen Bugs und einer wenig originellen Haupthandlung als eine Enttäuschung, der man die verfrühte Veröffentlichung anmerke. Sie lobte jedoch die interessante Gestaltung einiger Nebenquests und die Möglichkeit, Kämpfe durch alternative Lösungswege umgehen zu können.
Wertungsspiegel:
- PC Joker: 73 %[1]
- Power Play: 49 %[4]